# Alex Karras

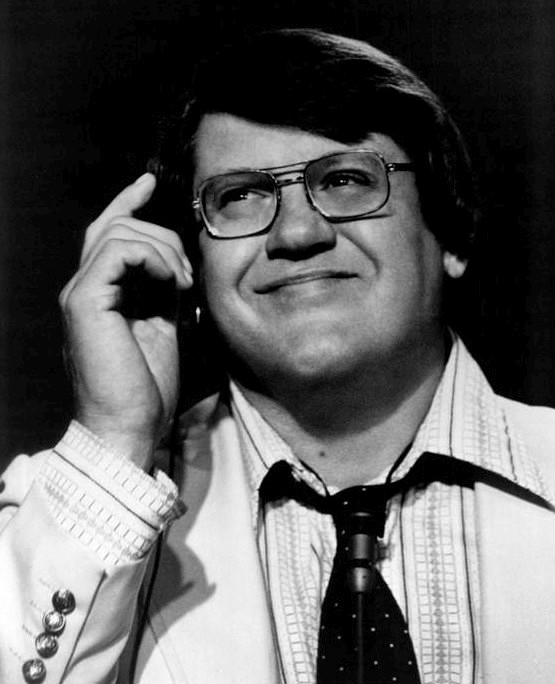
Karras na emissora ABC.

Alexander George "Alex" Karras (Gary, Indiana, 15 de julho de 1935 − Los Angeles, 10 de outubro de 2012), apelidado de "Pato Louco" ("The Mad Duck" em inglês), foi um wrestler profissional, ator e jogador de futebol americano.